# Hybrizon rileyi
Hybrizon rileyi är en stekelart som först beskrevs av William Harris Ashmead 1889.  Hybrizon rileyi ingår i släktet Hybrizon och familjen brokparasitsteklar. Inga underarter finns listade i Catalogue of Life.